# Yangtanglestes
Yangtanglestes – przypominający łasicę rodzaj odnalezionego w Chinach ssaka  wymarłego już rzędu Mesonychia. Jest to najwcześniejszy znany nam przedstawiciel tej grupy, pojawił się bowiem już we wczesnym paleocenie. Pochodziły od niego takie żyjące razem z nim rodzaje, jak Dissacus, Sinonyx oraz Jiangxia.